# Artūras Kasputis
Artūras Kasputis est né le 26 février 1967 à Klaipėda, est un coureur cycliste lituanien, ancien pistard soviétique, devenu routier. Il devient ensuite directeur sportif chez AG2R La Mondiale.
Junior, il remporte en 1985 le titre de champion du monde de poursuite. Amateur, il devient champion olympique 1988 de poursuite par équipes, sous les couleurs de l'URSS. 
Professionnel entre 1992 et 2002, il remporte dix victoires dont notamment la Route du Sud.

## Biographie
En 1990, la fédération soviétique de cyclisme envoie des cyclistes lituaniens disputer le Tour de Colombie. Kasputis et les siens remportent le contre-la-montre par équipes à 5 contre 9 et impressionne favorablement Raúl Mesa, le directeur sportif des Postobón. L'année suivante, Kasputis dispute de nouveau le Tour de Colombie, il gagne le prologue, porte le maillot de leader deux jours et gagne la 7e étape dont l'arrivée était jugée après 16 km d'ascension ! Ses résultats et ceux de ses compatriotes décident la direction des Postobón à les enrôler. 
Fin 1991, sept coureurs lituaniens passent professionnels chez les Colombiens dont Kasputis. Ils ont pour tâche principale de protéger les grimpeurs dans les étapes de plaine. Kasputis profite, pourtant, de ses aptitudes de rouleur pour remporter en 1992, le Chrono des Herbiers et la Route du Sud. Il s'illustre également en décrochant la médaille de bronze en poursuite aux mondiaux de Valence. 
Kasputis retourne chez les amateurs en 1993 à la suite de la cessation des activités professionnelles de l'équipe cycliste Postobón.
Fin 1993, Vincent Lavenu l'enrôle dans son équipe. Kasputis lui restera fidèle jusqu'à la fin de sa carrière de coureur cycliste professionnel. Il deviendra le capitaine de route des différentes équipes montées par son directeur sportif.
En 2019, il demeure, depuis une dizaine d'années, l'un des directeurs sportifs de l'équipe française managée par Vincent Lavanu.

## Équipes
- 1992 :  Postobón Manzana - Ryalcao[5]
- fin 1993 :  Chazal - Vetta - MBK
- 1994 :  Chazal - MBK - König
- 1995 :  Chazal - MBK - König
- 1996 :  Petit Casino
- 1997 :  Casino - C'est votre équipe
- 1998 :  Casino - Ag2r Prévoyance
- 1999 :  Casino - Ag2r Prévoyance
- 2000 :  Ag2r Prévoyance - Décathlon
- 2001 :  Ag2r Prévoyance - Décathlon
- 2002 :  Ag2r Prévoyance

## Palmarès sur route

### Palmarès amateur
| - 1987 - Tour du Maroc - 1990 - 1re étape du Tour de Colombie (contre-la-montre par équipes) - 2e de la Rund um Berlin - 1991 - Circuito Montañés - Tour du Gévaudan : - Classement général - Deux étapes - Prologue et 7e étape du Tour de Colombie - Circuit du Port de Dunkerque - 2e du Tour du Roussillon - 3e du Tour du Poitou-Charentes - 3e de la Ronde de l'Isard - 3e du Grand Prix de Beuvry-la-Forêt | - 1993 - 6e étape du Circuit des Mines - Grand Prix de Beuvry-la-Forêt - 2e étape du Tour de Pologne (contre-la-montre par équipes) - Barcelone-Montpellier : - Classement général - 1re étape - 2e de la Ronde de l'Isard - 3e de la Mi-août bretonne |  |

### Palmarès professionnel
| - 1992 - Route du Sud : - Classement général - 2ea étape (contre-la-montre) - Chrono des Herbiers - 1994 - 1rea étape de la Route du Sud (contre-la-montre) - 3e du Critérium du Dauphiné libéré - 1996 - 1re étape du Critérium du Dauphiné libéré - 1998 - 2e des Quatre Jours de Dunkerque - 2e du Tour du Vaucluse | - 1999 - Circuit des Mines : - Classement général - 7e étape (contre-la-montre) - Prologue du Tour de l'Ain - 2e du Duo normand (avec Gilles Maignan) - 2000 - 2e étape des Quatre Jours de Dunkerque - 2e des Quatre Jours de Dunkerque - 4eb étape du Tour du Danemark (contre-la-montre) - 2002 - 3e du Circuit de la Sarthe |  |

### Résultats sur lesgrands tours

#### Tour de France
5 participations.
- 1992 : 71e du classement général.
- 1994 : 44e du classement général.
- 1995 : 75e du classement général.
- 1997 : 93e du classement général, porteur du maillot à pois une journée.
- 2000 : abandon lors de la 15e étape.

#### Tour d'Espagne
3 participations.
- 1992 : 32e du classement général.
- 1996 : abandon lors de la 14e étape.
- 1998 : abandon lors de la 4e étape.

#### Tour d'Italie
1 participation.
- 1998 : abandon lors de la 16e étape.

### Résultats sur les championnats

#### Jeux olympiques
Course en ligne
1 participation.
- 2000 : Abandon[8].

Contre-la-montre
2 participations.
- 1996 : 21e au classement final[9].
- 2000 : 25e au classement final[10].

#### Championnats du monde sur route
Course en ligne
2 participations.
- 1992 : abandon.
- 1994 : abandon.

## Palmarès sur piste
- 1985
  -  Champion du monde de poursuite juniors
  -  3e du championnat du monde de poursuite par équipes juniors
- 1987
  -  3e du championnat du monde sur piste de poursuite amateurs
- 1988
  -  Champion olympique sur piste de poursuite par équipes (au sein de l'équipe d'URSS avec Gintautas Umaras, Dmitri Nelyubin, Viatcheslav Ekimov et Mindaugas Umaras)[11]
- 1990
  - 3e du championnat d'Union soviétique de poursuite par équipes avec l'équipe du Dinamo (Mindaugas Umaras, Remigius Lupeikis et Valeri Baturo)
- 1992
  -  3e du championnat du monde de poursuite individuelle
- 1995
  - 7e du championnat du monde de poursuite par équipes (avec Arturas Trumpauskas, Mindaugas Umaras et Remigius Lupeikis)
- 1996
  - 10e de la poursuite individuelle aux jeux olympiques[note 1]
  - 11e de la poursuite par équipe aux jeux olympiques[note 2]